# Michael Flexig

Michael Flexig live 2007 in Hannover

Michael Flexig live 2008 in Travemünde

Michael Flexig 2008

Michael Flexig (* 20. Juni 1957 in Hannover) ist ein deutscher Sänger, Moderator und Sprecher.

## Leben

### 1982–1996
Michael Flexig begann seine Karriere bei der Band Combo Colossale. Die Debüt-Single der Band war Puppen weinen nicht. Der Song wurde im Jahre 1982 zu einem der Hits der Neuen Deutschen Welle. Es folgte eine Album-Veröffentlichung u. a. mit dem Titel Julia, der als zweite Single ausgekoppelt wurde, sowie Drinnen tanzen sie Samba und die Coverversion (deutsche Originalaufnahme) eines Slade-Klassikers (Eis und Feuer – My-Oh-My), die beide lediglich als Singles veröffentlicht wurden und auf dem Album nicht vertreten sind (Non-Album-Singles).
1983 verließ Michael Flexig Combo Colossale und spielte gemeinsam mit den hannoverschen Musikern Zeno Roth und Ule W. Ritgen eine Demoaufnahme ein. Diese führte zu einem Vertrag der Band Zeno mit der EMI Group. Michael Flexig schloss sich der Rockband als Leadsänger an.
Das Debüt-Album Zeno entstand und wurde zu Beginn des Jahres 1986 weltweit veröffentlicht.
In den USA erreichte das Album die TOP 50 der Billboard-Charts und verblieb dort länger als drei Monate. Die Videoclips A Little More Love und Love Will Live wurden veröffentlicht. Zeno tourten in den USA und Europa und spielten bei großen Festivals, zum Beispiel mit Queen. Im Spätsommer 1988 verließ Flexig Zeno, um sich Solo-Projekten und mehr Live-Präsenz zu widmen.
Beachtliche öffentliche Auftritte hatte Flexig als Leadsänger u. a. im Jahre 1991 bei „Das Jimi Hendrix Konzert“ neben Jack Bruce, Simon Phillips, John Wetton, Julia Neigel u. a., sowie im Jahre 1993 bei „Symphonic Rock For Europe“ in Liège, Belgien, im Jahre 1993 gemeinsam mit Uli Jon Roth, Don Airey, John Parr und dem Brüsseler Symphonieorchester.
Im Jahre 1993 erschien das Re-Release des Debüt-Albums Zeno in Japan. Sieben Jahre nach der Erstveröffentlichung erreichte es erneut eine Platzierung in den Charts, nämlich auf Position 11 in Japan. Im September 1993 folgte die partielle Wiedervereinigung der Band. Michael Flexig nahm das Album Zenology gemeinsam mit seinem früheren Bandkollegen Zeno Roth speziell für den japanischen Markt auf. Das zweite Zeno-Album in Japan erschien im Januar 1995 auf dem Label Zero:Records. Am 8. März 1995 erreichte Zenology die Nr. 4 der japanischen Rock Music Charts, direkt nach Bon Jovi, Van Halen and Fire-House.
1995 nahm Flexig teil an der Produktion von Uli Jon Roths Album Prologue to the Symphonic Legends (Pseudonym: Sky of Avalon) und steuerte hier die Leadvocals bei – erfolgreichster Song des Albums wurde Starlight. Das Album wurde im Januar 1996 in Japan veröffentlicht und erreichte Rang 3 auf den internationalen Charts.
Noch im gleichen Jahr erschien das „Echo-Park“-Album Pretty Lies, einem gemeinsamen Solo-Projekt mit dem Eloy-Bassisten Klaus-Peter Matziol, für das Michael Flexig die Leadvocals übernommen hatte. Pretty Lies war das Nachfolgewerk zu dem Erstling der Band mit dem Titel Echo-Park, welches Flexig bereits 1988 eingesungen hatte und das gemeinsam mit den Eloy-Mitmusikern Klaus-Peter Matziol, Detlev Schmidtchen und dem früheren Eloy- und Scorpions-Drummer Jürgen Rosenthal (Fly to the Rainbow) noch im selben Jahr veröffentlicht worden war (siehe hierzu: Nachweis lfd. Nr. 10, Abs. 08).

### 1996–2001
Seit Mitte 1996 arbeitete Flexig mit an Aufnahmen zu Uli Jon Roths Album Requiem for an Angel. Daneben schrieb Flexig die Texte zu der TV-Zeichentrickserie für Kinder, Willi Wuhlmouse takes a trip around the World, und nahm die Gesänge dafür auf. Die Serie startete im Jahre 1996 in den USA. 1997 folgten Aufnahmen zum dritten Zeno-Album. Die Veröffentlichung dieses Albums Listen to the Light erfolgte am 28. Januar 1998 in Japan. Sie erreichte Rang 26 der Whole album charts, Rang 6 der Foreign music charts und Rang 2 der Rock music charts – direkt hinter Pearl Jam.
Im April 1998 erschien Listen to the Light in Europa auf dem Label MTM. Für die deutsche ARD-Krimireihe Tatort nahm Flexig zu der Folge Bienzle und der Champion das Stück The Champion (Hero for a Day) als Titelsong und Soundtrack auf. Die Erstausstrahlung in der ARD erfolgte im August 1998. 1999 war er an der Vorbereitung des vierten Zeno-Albums beteiligt.
2001 nahm Michael Flexig an einigen Konzerten der Uli-Jon-Roth-Europa-Tour in Deutschland teil, in Berlin, Bochum, Hannover und Detmold.

### 2002–2012
Am 12. September 2002 feierte Michael Flexigs Band der frühen 1980er Jahre, die Combo Colossale, 20-jähriges Jubiläum mit zwei großen Shows in Hannover-Herrenhausen in Original-Besetzung. Er gründete die Band Six in the Dancehouse und wurde ihr Bandleader, Sänger und Frontmann.
Die Alben Zeno, Zenology und Listen to the Light wurden bei Toshiba / EMI in Japan und bei MTM europaweit jeweils in 2003 wieder veröffentlicht, teilweise nach Remixing und Re-Mastering, mit zusätzlichen Bonustracks und einem Making of. Flexig beteiligte sich an der Vorbereitung des vierten Zeno-Albums Runway to the Gods, welches jedoch letztlich ohne ihn erschien.
2005 erschien das Interims-Album Zenology 2 in Japan bei Toshiba / EMI und in Europa bei MTM. Im Mai 2005 trennte sich Michael Flexig nach der Veröffentlichung von der Band Zeno, da er mit dieser VÖ in der vorliegenden Form nicht einverstanden war.
Im Frühjahr/Sommer 2008 arbeitete er mit an Uli Jon Roths Album „Under A Dark Sky“ (VÖ: 22. August 2008).
Im Januar 2011 erschien weltweit Flexigs aktuelles Solo-Album „World of Tomorrow“ (produziert von Zeno Roth) bei Fertility Records, USA.
In den letzten Jahren war er auf zahlreichen Live-Auftritten mit seiner Band Six In The Dancehouse zu sehen und zu hören. Mit dem ehemaligen Zeno-Mitglied Ule W. Ritgen schrieb er daneben Songs und arbeitete im Tonstudio. Er erhielt eine Einladung der Erfurter Gruppe Seven Seals, an deren Projekt NDW Goes Industrial teilzunehmen. Hieraus entstand das Album „Deutsche Welle 2.0“, das am 9. März 2012 bei Timezone Records erschienen ist. Es enthält u. a. den NDW-Klassiker Puppen Weinen Nicht, den Flexig in neuer Version aufgenommen hat.
Seit 2008 ist Michael Flexig auch als Hörfunkmoderator u. a. für RMNradio und RauteMusik tätig, daneben als Sprecher, Off-Sprecher und Redakteur.

### 2015–2020
Im April 2015 veröffentlichte Michael Flexig ein neues Album auf dem Label Yellow-Snake-Records als Michael Flexig presenta Combo Colossale e Amici. Es enthält die komplette Band-Diskographie der frühen 1980er und vier neue Songs, die teils unter Mitwirkung des Geier-Sturzflug-Frontmannes Friedel Geratsch entstanden. Das Album trägt den Titel Porto Allegro. An einer Japan-Tournee aus Anlass der Uli Jon Roth Triple Anniversary World-Tour 2019 nahm Michael Flexig im Januar als Gastsänger teil. Danach erschien bei Sony Music Japan auf dem Label Ward Records das Album Michael Flexig – The Voice of ZENO: Keeper Of The Flame. Am Tage der Veröffentlichung (27. Dezember 2019) erreichte es die Spitzenposition der Album-Verkäufe in der Sparte Hard-Rock / Heavy Metall und verblieb über mehrere Wochen in der japanischen TOP 10.

## Diskografie

### Alben
- 1983: Combo Colossale: Combo Colossale
- 1984: Uli Jon Roth’s Electric Sun: Beyond the Astral Skies
- 1986: Zeno: Zeno
- 1987: Echo Park: Echo Park
- 1995: Echo Park: Pretty Lies
- 1995: Zeno: Zenology
- 1998: Zeno: Listen to the Light
- 1998: Heroes: The Champion
- 1999: Sky of Avalon: Prologue to the Symphonic Legends
- 2004: Six In The Dancehouse: Get On Your Feet
- 2005: Zeno: Zenology 2
- 2008: Uli Jon Roth: Under A Dark Sky
- 2008: Michael Flexig: Sprechproben
- 2011: Michael Flexig: World Of Tomorrow
- 2012: The Seven Seals: Deutsche Welle 2.0
- 2015: Michael Flexig presenta Combo Colossale e Amici: Porto Allegro
- 2019: Michael Flexig - The Voice of ZENO: Keeper of The Flame